# Årø (cieśnina)
Årø Sund – cieśnina w obrębie Małego Bełtu oddzielająca wyspę Årø od Półwyspu Jutlandzkiego. Jej szerokość wynosi 750 m.